# راسیم بولیچ
راسیم بولیچ (انگلیسی: Rasim Bulić؛ زادهٔ ۱۰ دسامبر ۲۰۰۰) بازیکن فوتبال است.